# Route nationale 8 (Congo-Kinshasa)
Pour les articles homonymes, voir Route nationale 8.
La route nationale 8 (RN8) est une route nationale de la République démocratique du Congo parcourant 856 km. Elle relie la ville de Mbandaka à la RN7 près d’Ikela (Yayama) en passant par Boende.

## Parcours
Les villes principales traversées par la RN8 sont, d’Ouest en Est : Boende, Ingende, Mbandaka.
La RN8 est connectée aux routes nationales : RN7, RN9, RN22.